# 血胸
血胸（けっきょう、hemothorax）とは、胸腔内に血液が貯留した状態。外傷、全身性の凝固異常、腫瘍などが原因となる。貯留した血液のうち吸収されずに凝固したものは胸膜からの器質化を受ける。診断は貯留液の採取によりなされる。治療は原因疾患に対する処置、止血剤の投与、輸血を行う。